# Psychopedie
Psychopedie je speciálněpedagogická disciplína. Název pochází z řeckého psýché (duše) a paidea (výchova).
Psychopedie, jako jeden z humanitních oborů, se zabývá klienty nejen s mentální retardací, ale také s poruchami duševními – od pervazivních vývojových poruch po klienty se schizofrenií, afektivními poruchami a jejich kombinací.
Předmětem psychopedie je nejen mentální retardace či jiné duševní postižení, ale klient s mentální retardací či jinak duševně postižený a jeho enkulturace, pokud možno v co největší možné míře, v hlavním proudu společenských aktivit – tedy sociální integrace v nejširším slova smyslu. Současná psychopedie se odklání od staršího pojetí disciplíny (předmětem byl především orgánový a funkční defekt) a přiklání se spíše ke globálnímu pojetí klienta se zdravotním postižením s důrazem na to, co je u něj funkční a intaktní. Lidem s mentální retardací či jiným mentálním postižením jsou postupně přiznávána práva na plnohodnotný život ve společnosti.

## Předmět zkoumání
V užším pojetí se zabývá edukací osob s mentálním či jiným duševním postižením a zkoumáním výchovných a vzdělávacích vlivů na tyto osoby.
V širším pojetí je psychopedie interdisciplinární obor zabývající se prevencí (hlavně terciární), prognostikou mentální retardace se zřetelem na edukaci, reedukaci, poradenství, diagnostiku, rehabilitaci, kompenzaci, integraci (i inkluzi) a socializaci.

## Postavení psychopedie v systému věd
Tento obor má nejblíže k ostatním speciálněpedagogickým disciplínám logopedii, etopedii, somatopedii, surdopedii a tyflopedii. Zvláště blízko má k etopedii. Ta se zabývá klienty s poruchou emocí a chování a tedy i klienty s mentálním postižením a přidruženou poruchou emocí a chování. Blízká je také logopedii a somatopedii. U lidí s mentálním postižením se totiž přidružují poruchy řeči a poruchy hybnosti, přičemž platí vztah přímé úměry – čím hlubší stupeň postižení, tím těžší je řečová a motorická porucha.
Psychopedie také úzce spolupracuje s pedagogikou, psychologií, sociologií a medicínou.

## Historie
Určitý pokrok v péči o mentálně postižené nastal po Velké francouzské revoluci. V deklaraci lidských práv byla zdůrazněna nutnost pomoci společnosti a všem jejím členům. Důležitou osobností byl psychiatr Filip Pinel. Ten se zasadil o to, aby duševně nemocní nebyli vsazováni do okovů nebo do přísné izolace, ale do psychiatrických léčeben. Jako první rozlišoval duševní nemoci od psychóz. Idiocii chápal jako psychické onemocnění, při kterém se vyskytuje opoždění v rozvoji rozumových a afektivních (citových) schopností. Pinelův žák Jean Dominik Esquirol poukázal jako první na to, že idiocie není nemoc, ale spíše stav, ve kterém se neobjevily nebo nevyvinuly rozumové schopnosti. Rozlišil vrozenou a získanou slabomyslnost.
Průkopníkem nového pojetí péče o slabomyslné byl francouzský lékař a pedagog Eduard Seguin. Založil soukromou školu pro slabomyslné. Byl oceněn Francouzskou akademií za své výsledky. Nově nastolený režim Napoleona III. jej přinutil odejít do USA, kde své dílo dovršil.

## Vědecká a odborná pracoviště v České republice
- Výzkumný ústav pedagogický v Praze
- Psychopedická společnost
- Vědecko-výzkumný ústav speciální pedagogiky (působí při katedře speciální pedagogiky PdF Masarykovy univerzity v Brně)